# Gener
Gener (o, col·loquialment, giner) és el primer mes de l'any del calendari gregorià i el primer dels set mesos amb 31 dies. El primer dia del mes es coneix com el dia d'any nou. És, de mitjana, el mes més fred de l'any a la major part de l'hemisferi nord i el més càlid de l'any a la major part de l'hemisferi sud. A l'hemisferi sud, gener és l'equivalent estacional del juliol a l'hemisferi nord i viceversa.
El seu nom ve del llatí ianuarius, relatiu al déu Janus, el protector de les portes i entrades (per això s'entra a un any nou). Gener no existia al primitiu calendari romà i va ser afegit junt amb febrer en temps del rei Numa Pompili (s.VIII aC). Originàriament, era el mes que anava en onzena posició i tenia 29 dies; amb el calendari julià va passar a obrir l'any nou i va prendre la quantitat de 31 dies. Els símbols del gener són la pedra de la grana, les plantes de flors vermelles. A Occident és el mes que acumula més depressions.

## Altres noms
Per als saxons és el 'mes del llop' i en èpoques de Carlemany era el Wintarmanoth, el 'mes de l'hivern'. Idèntic sentit té el seu nom en finès o txec.
En finès, gener es diu tammikuu, que significa «mes de roure » ; tanmateix, el seu significat original és «cor del mes d'hivern » , 'tammi' que significa «eix» o nucli».
En txec, el mes s'anomena 'leden' , «mes de gel».
En ucraïnès, gener es diu січень , «tall» o «agut».
Al Magrib i més particularment al Marroc i Algèria, gener porta el nom de Yennayer, que vol dir en berber «la primera lluna».

## Història

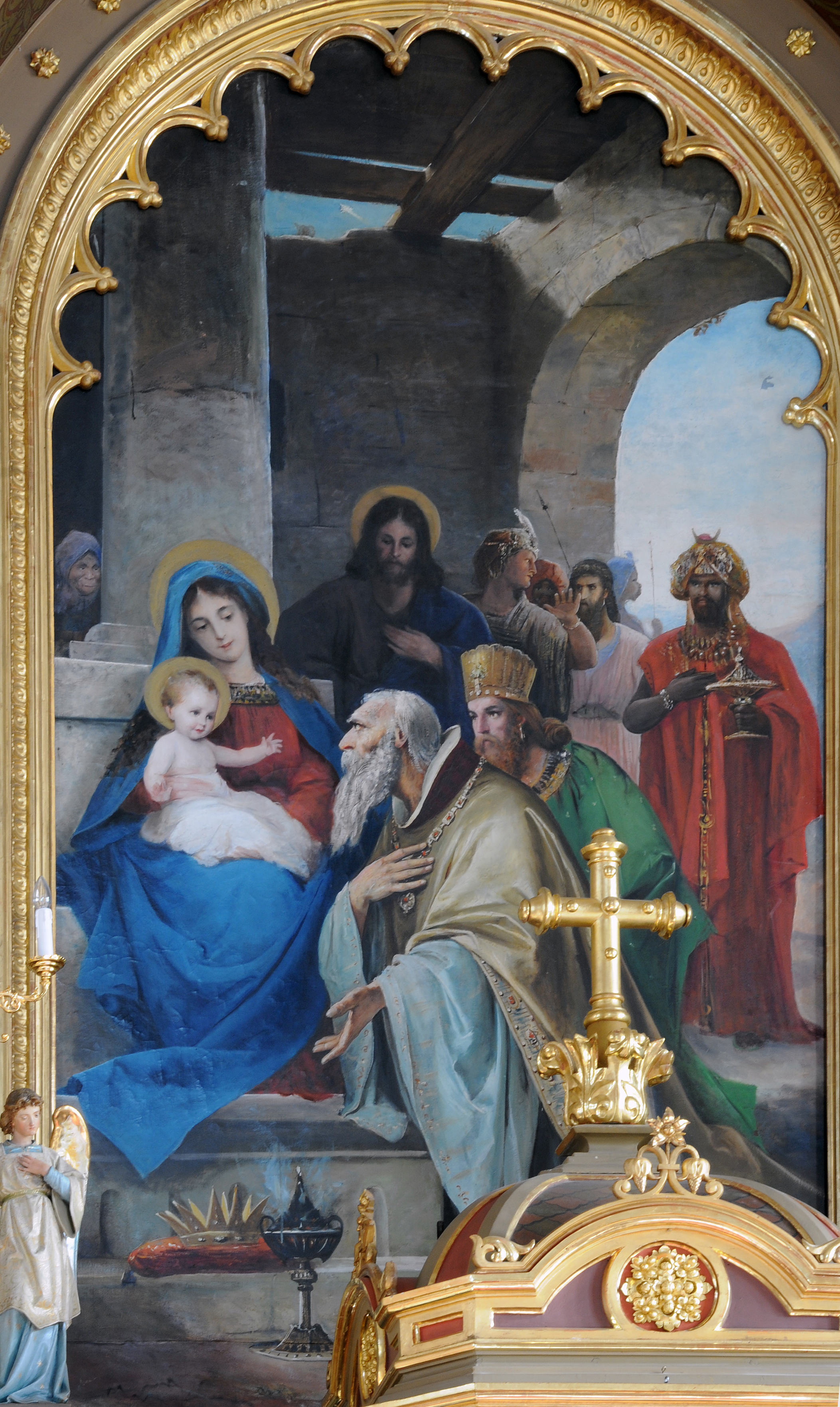
Adoració dels Reis Mags, Epifania, 6 de gener

Gener (en llatí, Ianuarius) rep el nom de Janus, el déu dels inicis i les transicions en la mitologia romana.
Tradicionalment, el calendari romà original constava de 10 mesos amb un total de 304 dies, l'hivern es considerava un període sense mesos. Al voltant de l'any 713 aC, el successor semimític de Ròmul, el rei Numa Pompili, se suposa que va afegir els mesos de gener i febrer, de manera que el calendari cobria un any lunar estàndard (354 dies). Encara que març va ser originalment el primer mes de l'antic calendari romà, gener es va convertir en el primer mes de l'any natural, ja sigui sota Numa o sota els Decemvir al voltant del 450 aC (els escriptors romans difereixen). En canvi, cada any natural concret s'identificava amb els noms dels dos cònsols, que van entrar en el càrrec el 15 de març fins al 153 aC, moment en què van començar a entrar en el càrrec l'1 de gener.
Diverses dates de festa cristiana van ser utilitzades per a Cap d'any a Europa durant l'Edat mitjana, incloent el 25 de març (festa de l'Anunciació) i el 25 de desembre. Tanmateix, els calendaris medievals encara es mostraven a la moda romana amb dotze columnes de gener a desembre. A partir del segle XVI, els països europeus van començar a convertir oficialment l'1 de gener en l'inici de l'any nou, de vegades anomenat estil de la circumcisió perquè aquesta era la data de la festa de la circumcisió, el setè dia després del 25 de desembre.
Els noms històrics de gener inclouen la seva designació romana original, Ianuarius, el terme saxó Wulf-monath (que significa «mes del llop») i la designació de Carlemany Wintarmanoth («hivern / mes fred»). En eslovè, tradicionalment s'anomena prosinec. El nom, associat amb el pa de mill i l'acte de demanar alguna cosa, es va escriure per primera vegada l'any 1466 al manuscrit de Škofja Loka.
Segons Theodor Mommsen, l'1 de gener es va convertir en el primer dia de l'any l'any 600 AUC del calendari romà (153 aC), a causa dels desastres de la Guerra lusitana. Un cap lusità anomenat Punicus va envair el territori romà, va derrotar dos governadors romans i va eliminar les seves tropes. Els romans van decidir enviar un cònsol a Hispània, i per tal d'accelerar l'enviament de les ajudes, «fins i tot van fer entrar en el càrrec els nous cònsols dos mesos i mig abans de l'hora legal» (15 de març).

## Símbols de gener

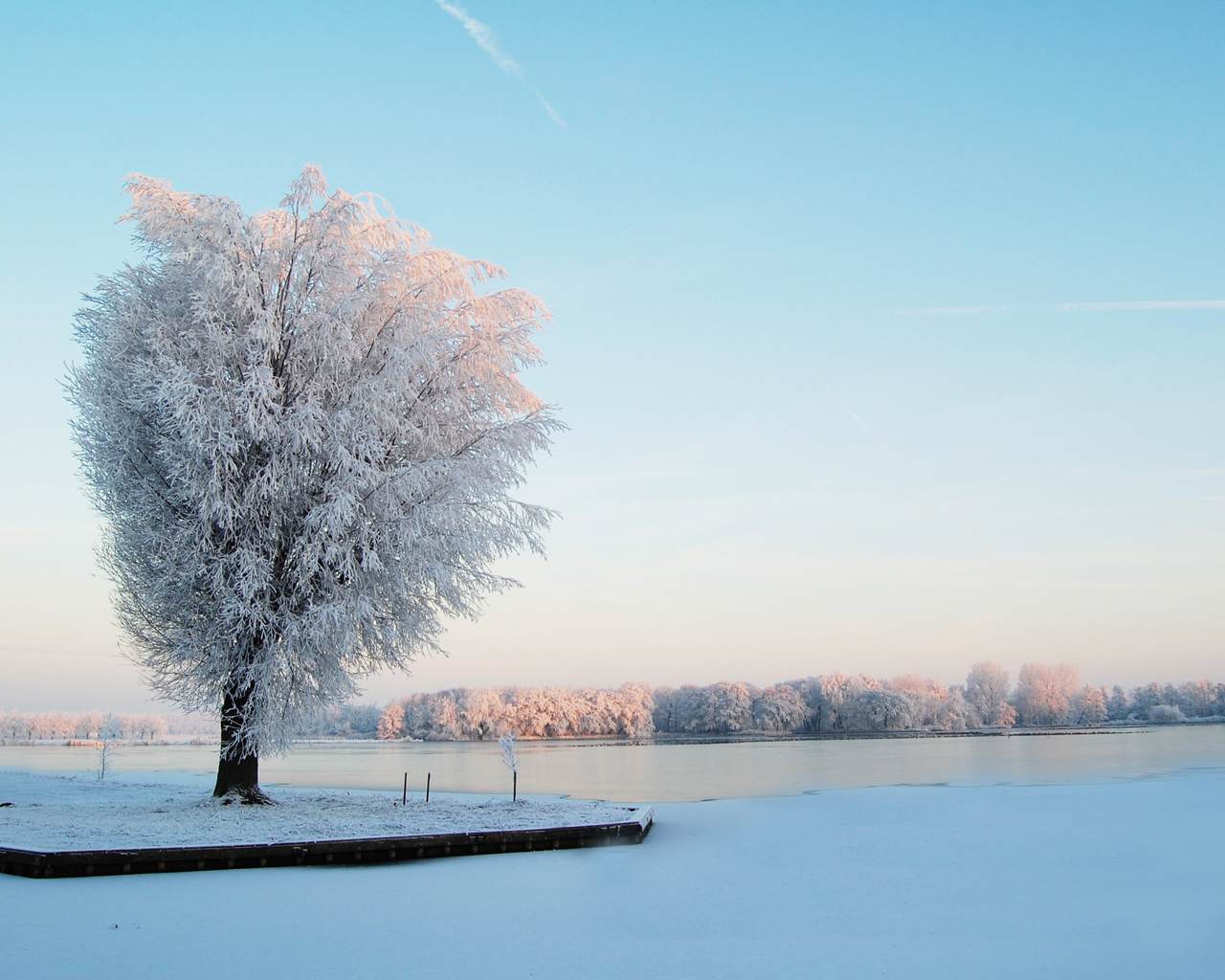
Neu a l'hemisferi nord el mes de gener

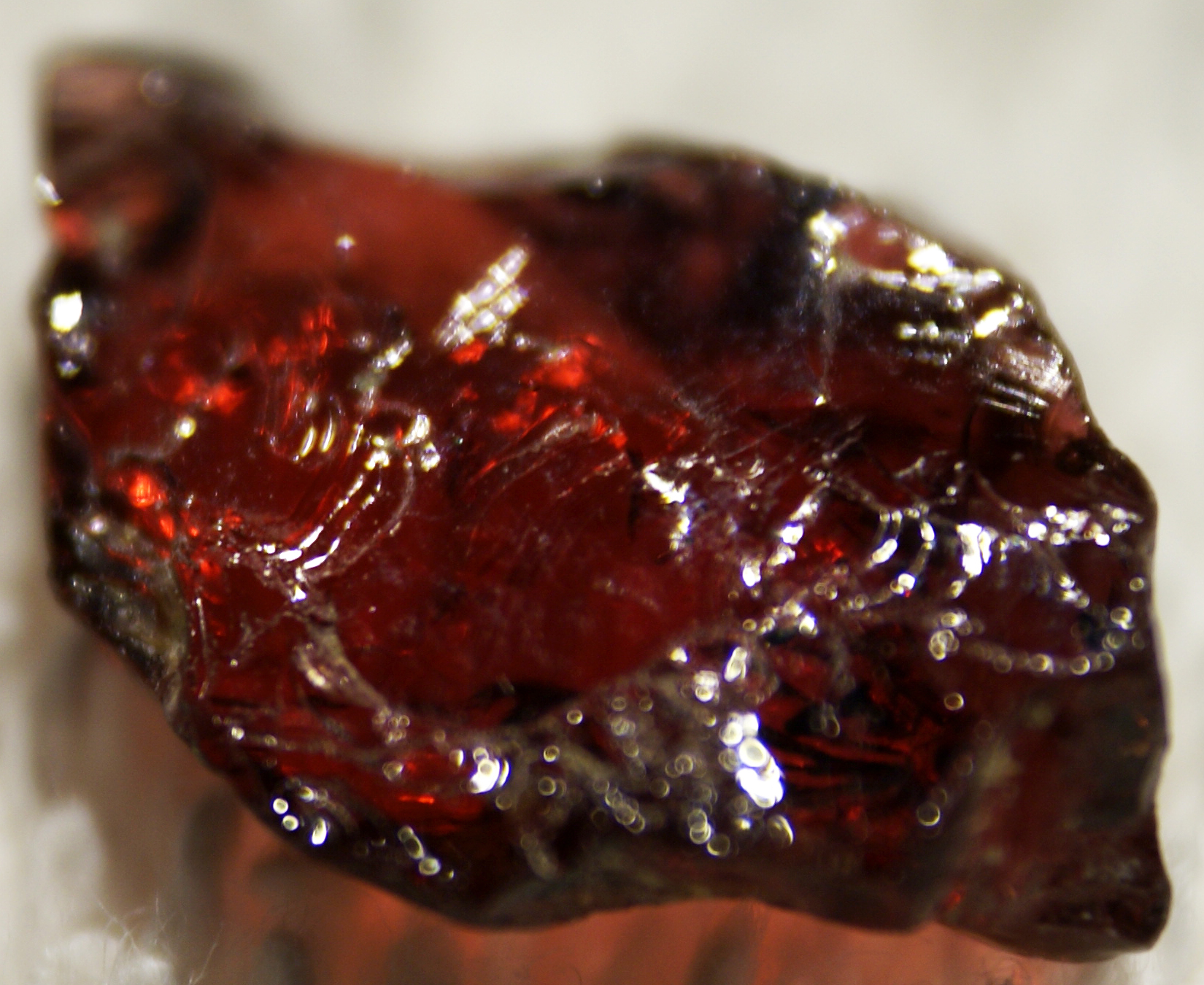
Pedra preciosa granat

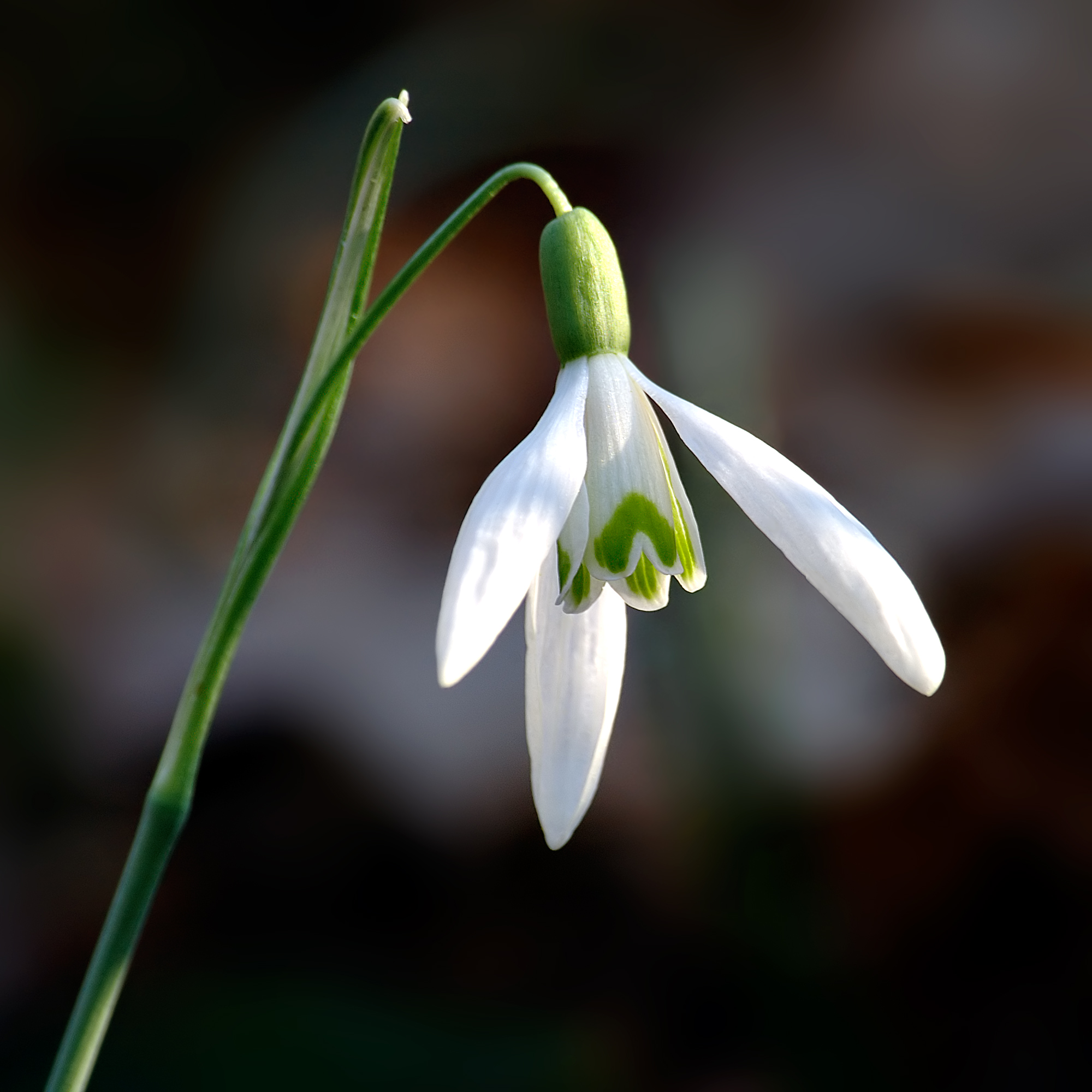
Flor de Galanthus

- La pedra de naixement de gener és el granat, que representa la constància.[8]

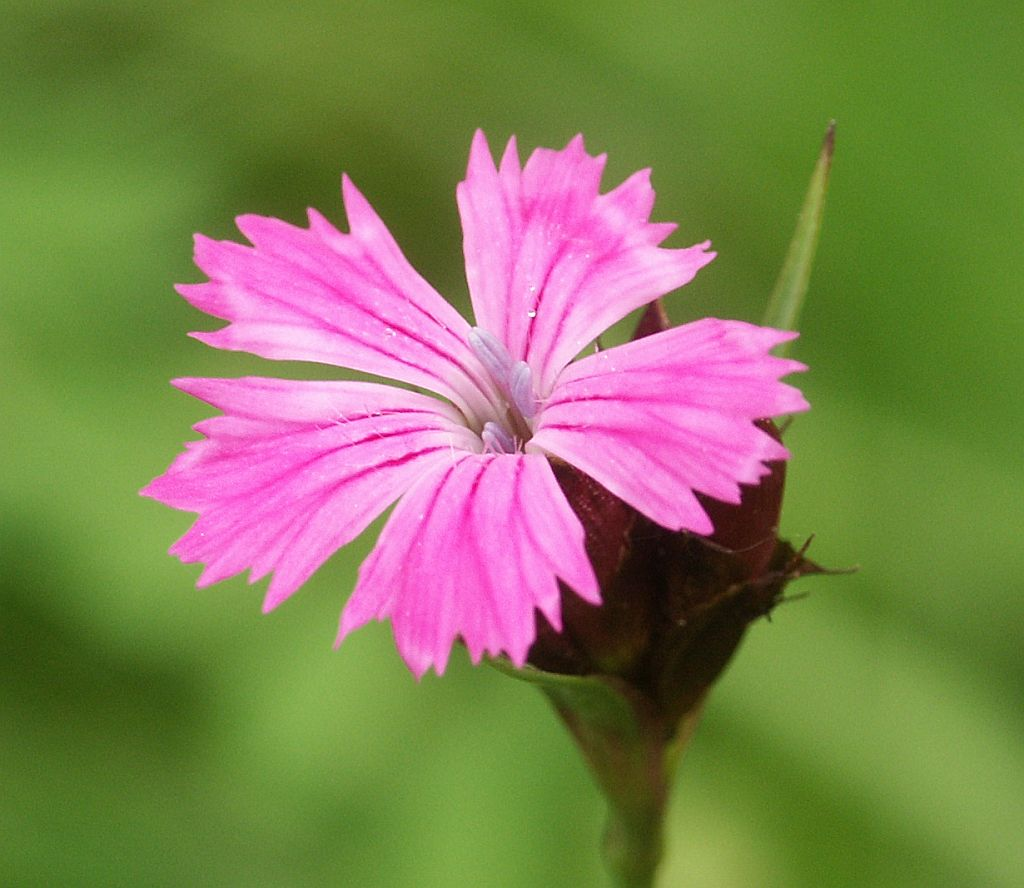
Clavell rosa

- Clavell rosa La seva flor de naixement és el Dianthus caryophyllus o galanthus rosa, així com el tradicional clavell.[9][10]
- L'emblema floral japonès de gener és la camèlia (Te de la Xina).
- En finès, el mes de tammikuu significa el cor de l'hivern i com que el nom significa literalment «lluna de roure», es pot deduir que l'alzina és el cor del gran bosc amb molts arbres valuosos a diferència dels típics boscos àrtics, que són típicament pi i avet. La fotografia d'un gran arbre cobert de gel contra un cel blau és una escena familiar durant l'hivern de Finlàndia.
- El signe del zodíac del mes de gener són Capricorn (fins al 19 de gener) i Aquari (a partir del 20 de gener).[11]
- El nom de la lluna plena que es produeix al gener és la lluna del llop, perquè és habitual sentir els seus udols durant aquest mes.[12]

## Esdeveniments més rellevants del gener
- L'1 de gener és el primer dia de l'any: Cap d'any, en algunes contrades els padrins obsequien els fillols amb els diners nous o ninou.[13] Festa de la circumcisió del Senyor, l'Emmanuel. Onomàstica dels que es diuen Manuel.
- El 4 de gener és el Dia Mundial del Braille.[14]
- El 5 de gener és tradicional dur la mainada a veure passar la cavalcada dels Reis.[15]
- El 6 de gener se celebra el dia dels Reis de l'Orient.[15]
- El 7 de gener s'inicia el període de rebaixes d'hivern.[16][17]
- El 13 de gener es commemora el Dia Mundial de la depressió.[3]
- La setmana que inclou els dies 15 i 17 de gener, corresponents a les celebracions de sant Pau, l'Ermità i sant Maur Abat, el 15, i sant Antoni Abat, el 17 s'anomena la setmana dels barbuts.[18][19][20]
- El 24 de gener és el Dia Internacional de l'Educació[21] i es commemora el Dia del Punt Volat.[22]
- El 27 de gener és el Dia Internacional de Commemoració en Memòria de les Víctimes de l'Holocaust.[23]
- El 30 de gener es practica a escoles de tot el món el Dia Escolar de la No-violència i la Pau.[24]

## Dites populars
El refranyer popular català fa referència al primer mes de l'any des de múltiples perspectives:
Refranys relacionats amb la meteorologia
- Al gener, tanca la porta i encén el braser.
- Qui menja pa i crema llenya, l'hivern empenya.
- El sol de gener emmascara més que un carboner.
- Quan el mussol canta en gener, un altre hivern que ve.
- A l'hivern, el millor amic és un bon abric
- Les nits de gener les més clares i les més fredes de l'any solen ser.
- El foc, a l'hivern, és mig aliment.
- Lluna nova de gener molta pluja duu al darrer.
- De la lluna del gener el cinquè dia veuràs quin any tindràs.

Vegeu també les dites populars relatives a la setmana dels barbuts.
Dites relacionades amb el camp
- A mig gener lloga jornaler.
- Gener florit, abellar ric.
- Passat el gener lloga jornaler, que si feina vol fer no et doldrà el diner.
- Segons sia el gener menjaràs el pa de l'any que ve.
- Col de Gener, bona com el corder.
- Si vols ceba de diner, planta-la pel gener.
- Flor de gener, no omple el graner.
- Glaçades de gener la terra estoven bé.
- Aigua al gener, tot l'any va bé.
- Aigua de gener, cada gota val un diner.
- Aigua de gener omple bótes i graner, i la pica d'oli també.
- Aigua de gener, poc blat al graner.
- Aigua de gener, prenya l'oliver.
- De l'aigua de gener, ni una gota se'n fa malbé.
- Gener polsós, febrer plujós.
- El vent de gener porta l'oliva a l'oliver.
- Gener abeurat, febrer gelat.
- Gener amarat, mig any assegurat.
- Gener eixut, tot l'any put.
- Moltes pluges en gener mala anyada solen fer.
- Santa Agnès si duu bon temps, les vinyes aniran bé.

Dites sobre el mateix mes de gener
- El gener és la clau de l'any.
- El gener és el mes primer i de tots el més cavaller.
- El gener és el mes vertader perque és el primer.
- La lluna de gener set virtuts té.
- Vols conèixer el gener? Mira l'ametller.

Altres dites
- Pel gener, el millor ofici és pastisser.
- Lluna de gener l'amor prevé.
- Dels amors sempre el primer, i de llunes, la del gener.
- Per Sant Sebastià s'allarga el dia, una hora per cada cap.

## Galeria

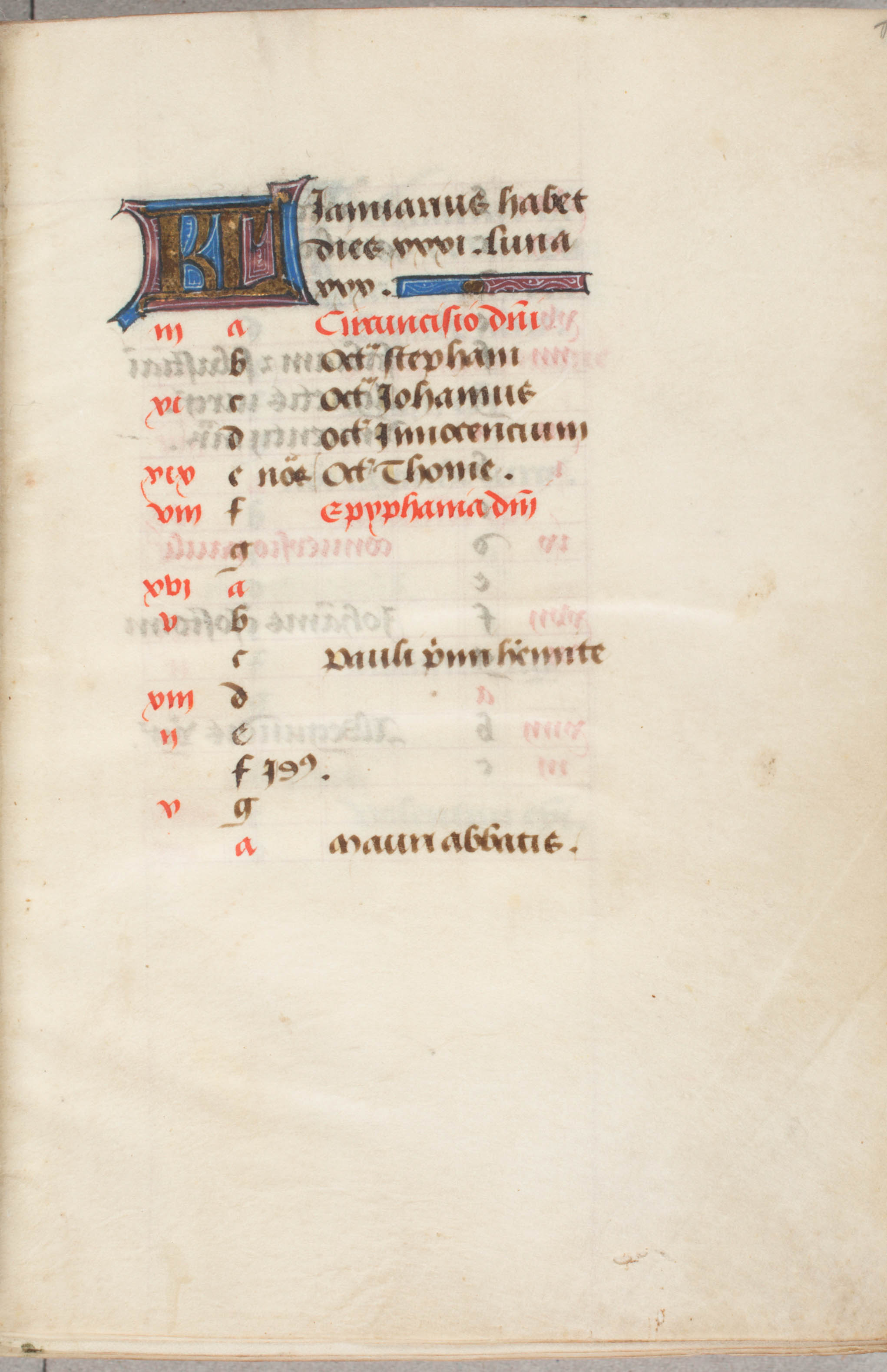
Gener al Llibre d'hores de Trivulzio
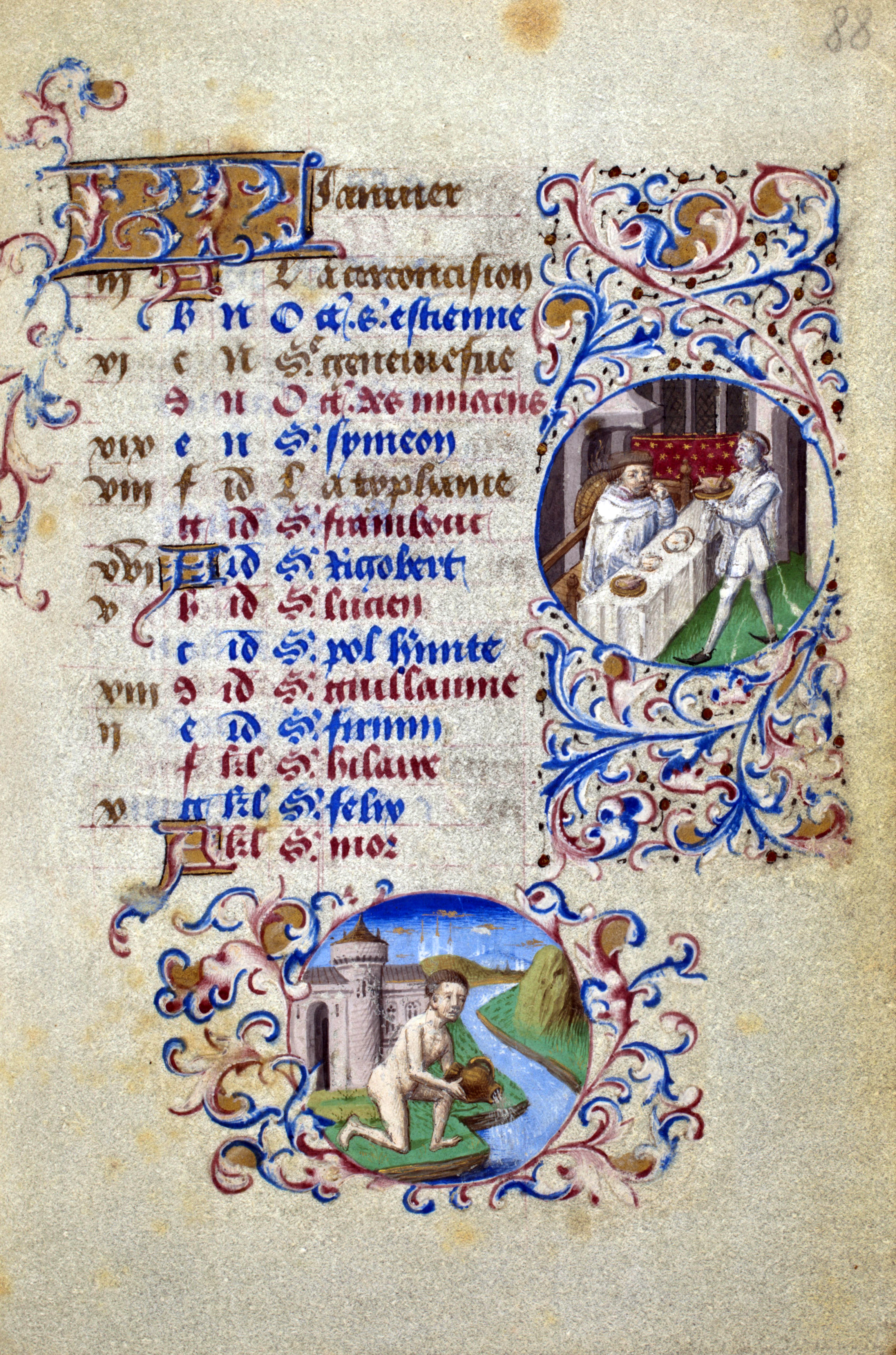
Gener al Llibre d'hores de Simon de Varie
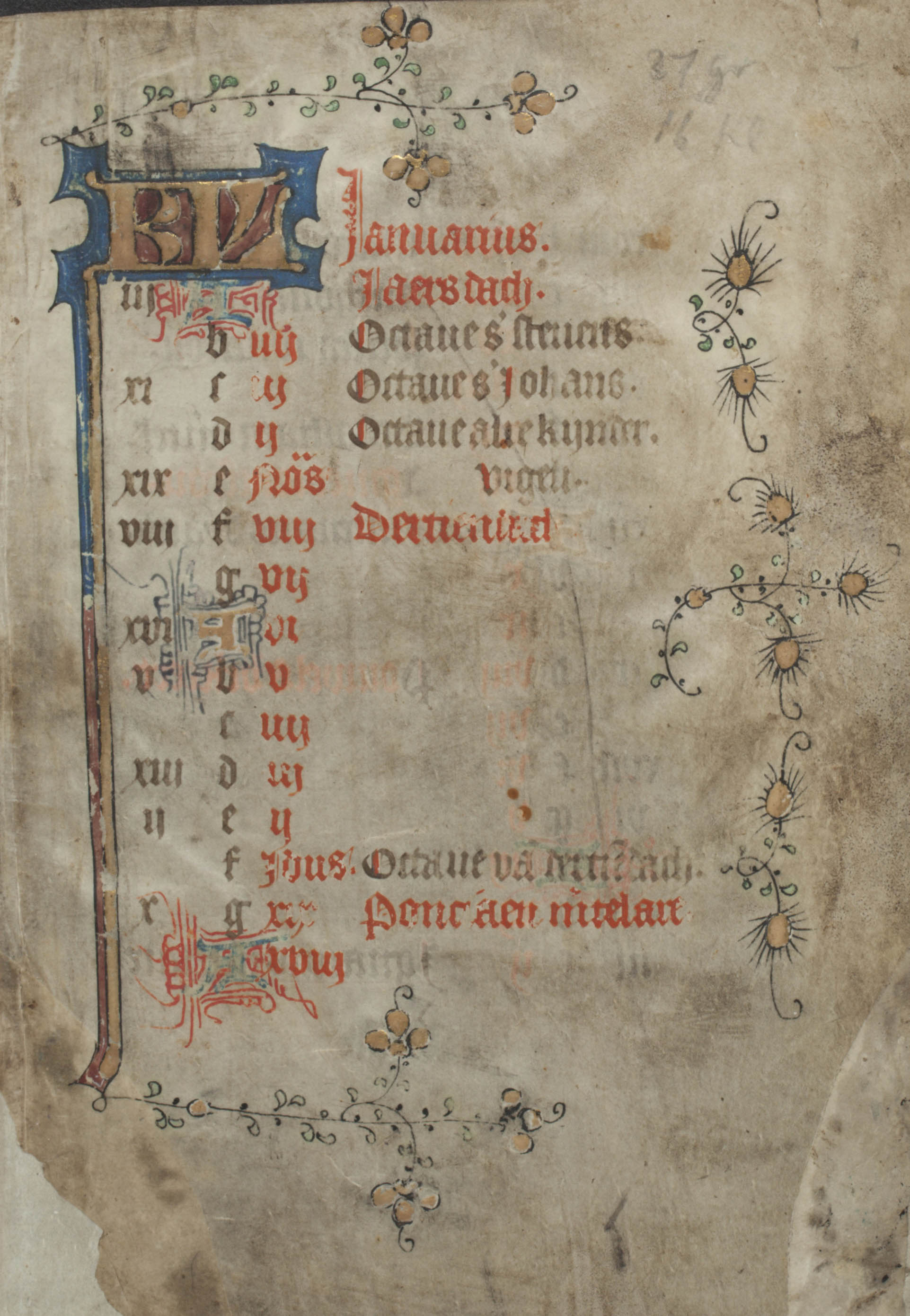
Gener al Llibre d'hores dels mestres de Zweder van Culemborg
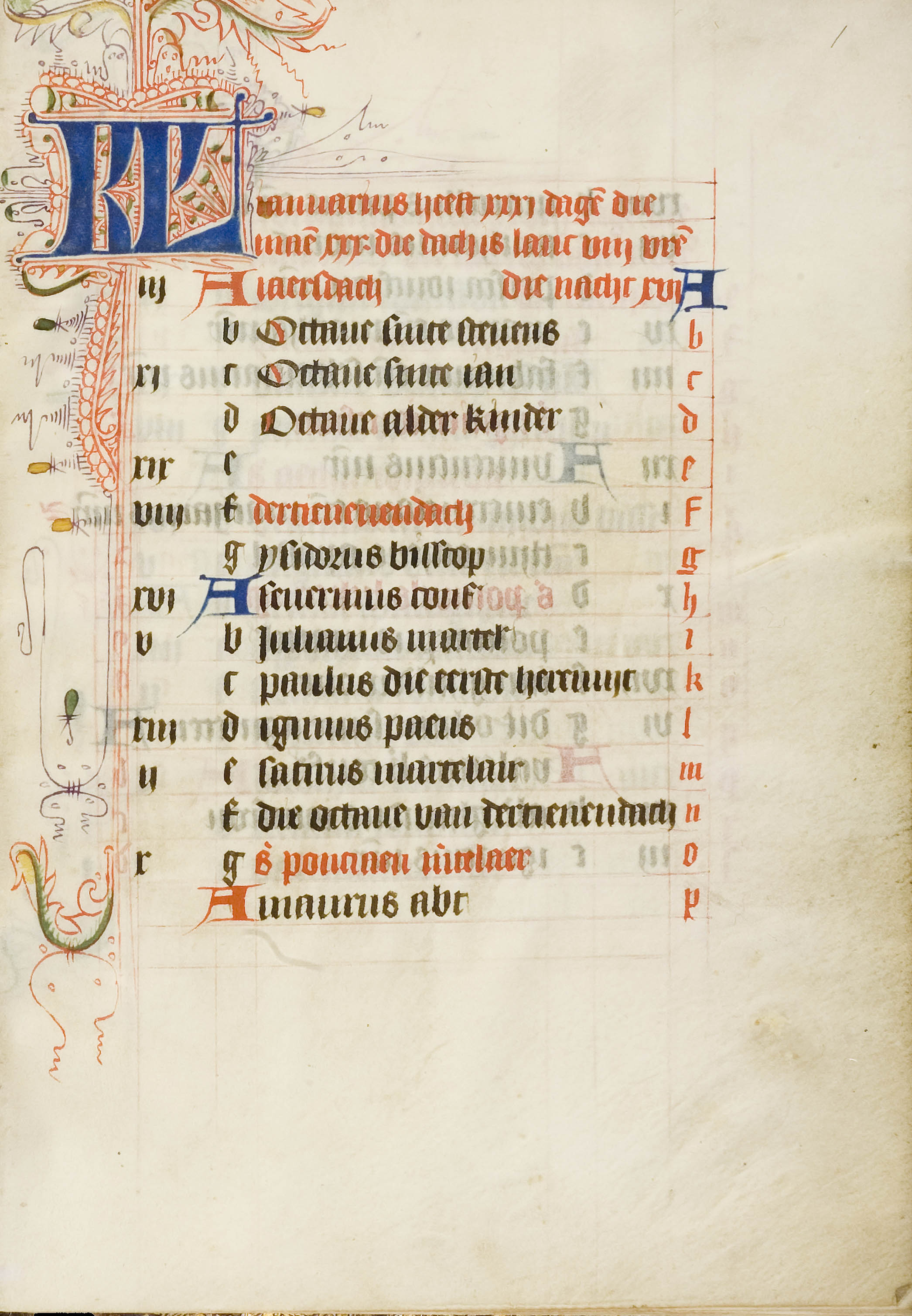
Gener al Llibre d'hores de Bout Salter
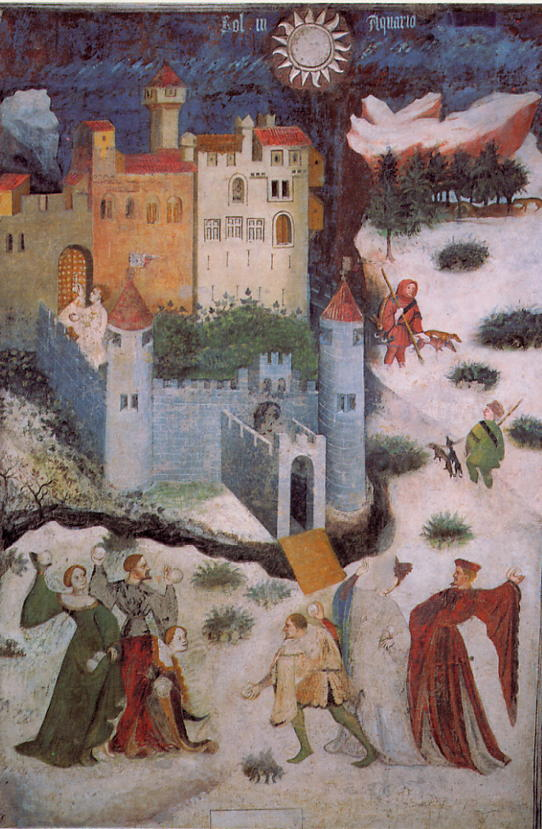
Gener, fresc a la Torre Aquila a Trento
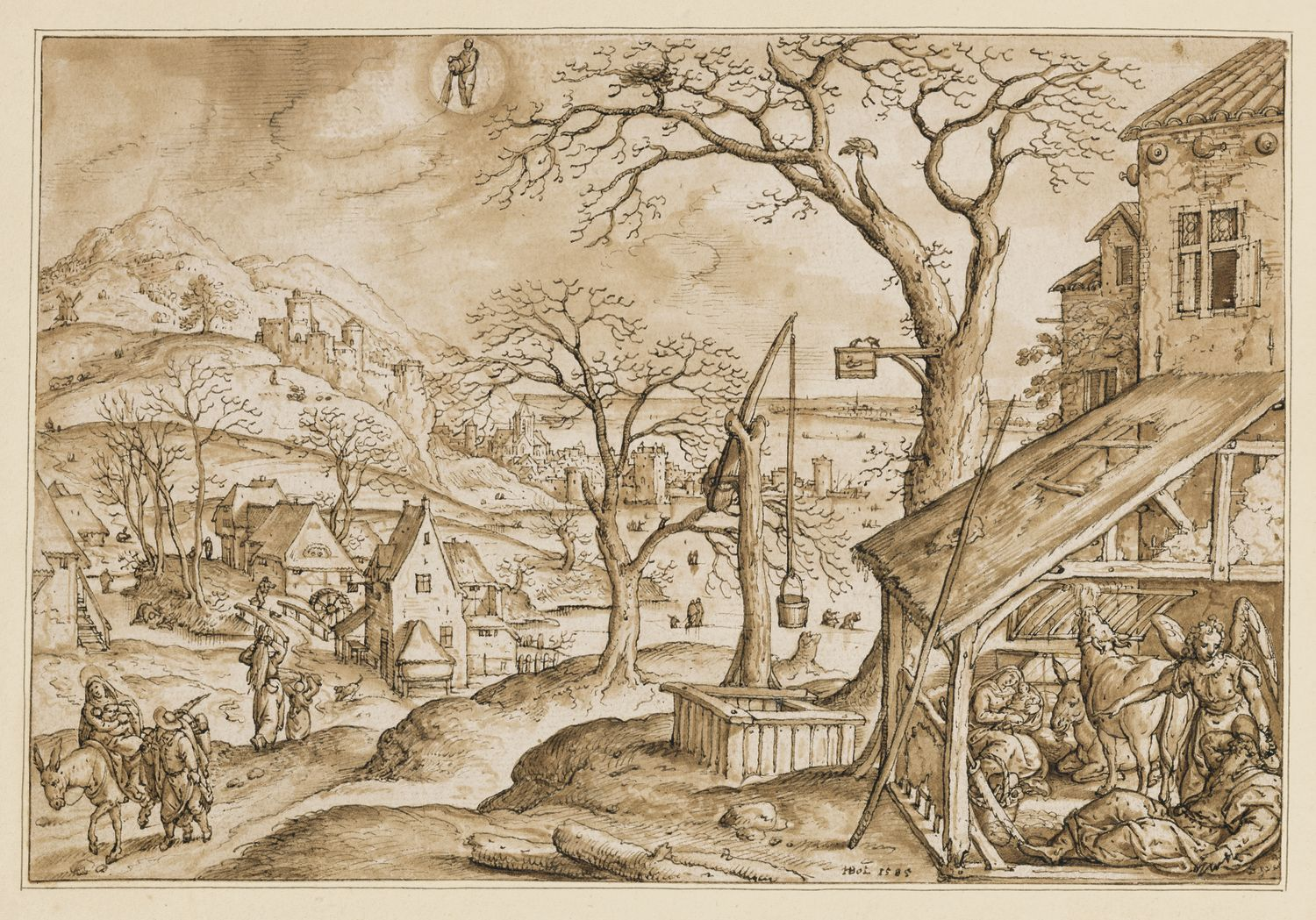
imatge del mes de gener a Gener - L'àngel diu a Josep que marxi i la fugida a Egipte (dibuix de disseny de Hans Bol)
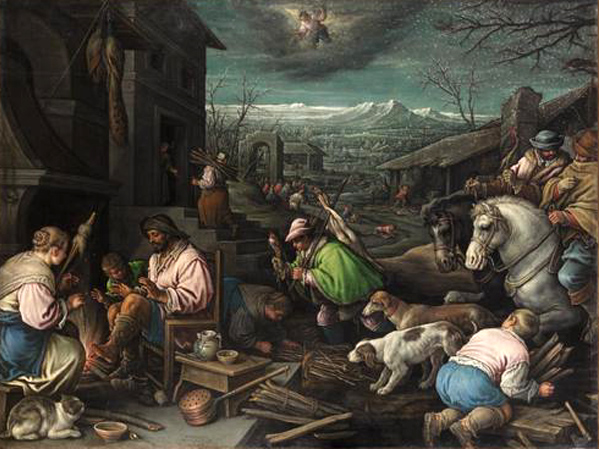
Januari, quadro de Leandro Bassano